# 144333 Marcinkiewicz
144333 Marcinkiewicz este un asteroid din centura principală de asteroizi.

## Descriere
144333 Marcinkiewicz este un asteroid din centura principală de asteroizi. A fost descoperit pe 20 februarie 2004 la Altschwendt de Wolfgang Ries. Asteroidul prezintă o orbită caracterizată de o semiaxă mare de 2,69 ua, o excentricitate de 0,15 și o înclinație de 13,0° în raport cu ecliptica.